# レシーバー (バレーボール)
レシーバー（英: Reciever）は、バレーボールにおけるポジション名の一つ。その頭文字から R と略表記されることがある。これは、日本での呼び名である（#ディフェンシブ・スペシャリストを参考）。

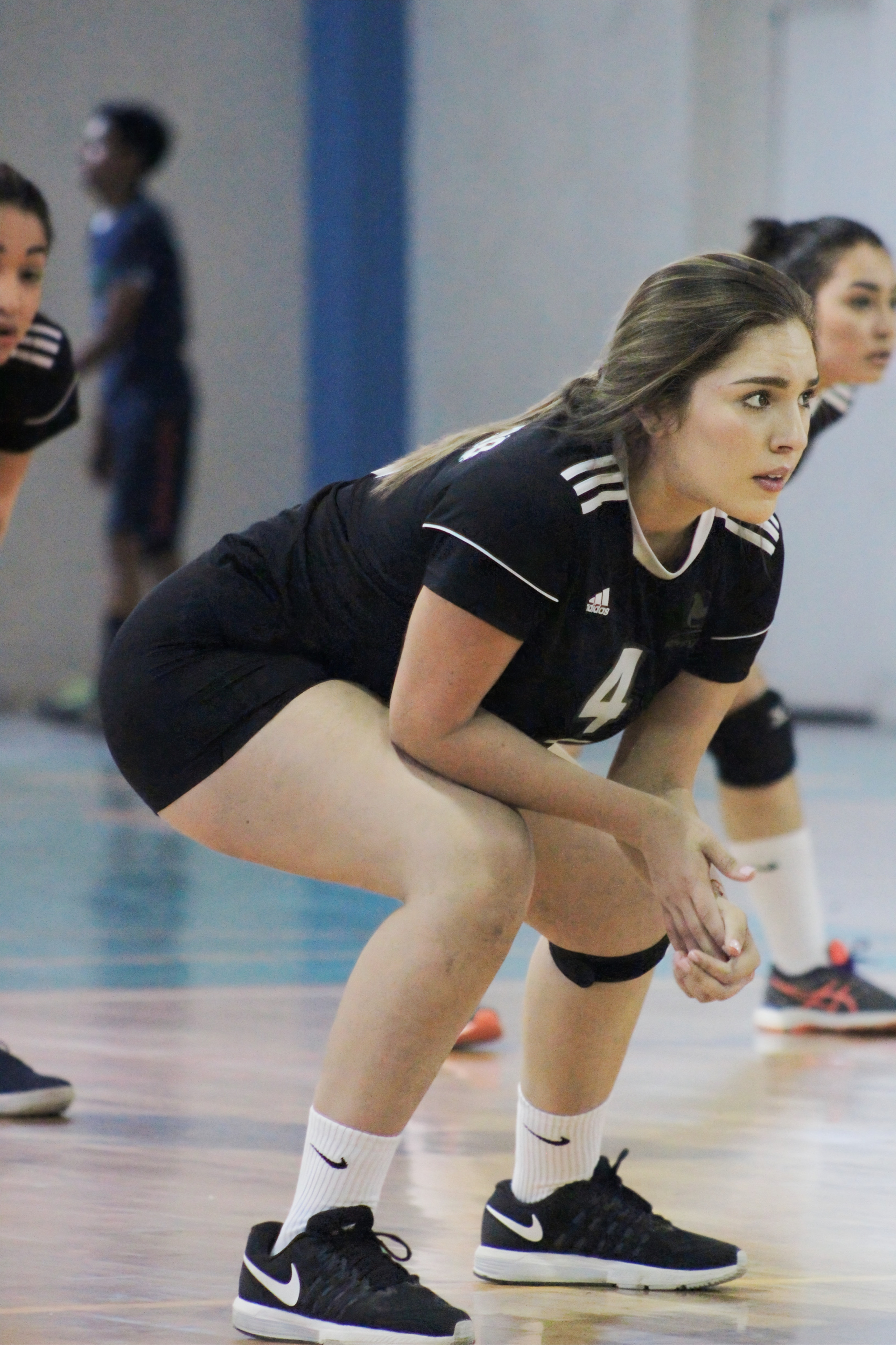
メキシコのバレーボール選手、レシーバー

その試合においてリベロ登録ではない、レシーブ（サーブレシーブとスパイクレシーブの守備）要員のことである。

## 概要
古くはピンチレシーバー、現在ではリリーフレシーバーとも呼ばれ、主にセットの途中で起用されてコートに入る。
攻撃を得意としないレシーバーは、自分のローテーションが前衛にまわって来た時点で元の選手と交代し、その役目を終える。
後衛でのレシーブ専門選手を認める「リベロ制」が導入されていることもあり、他のポジションと違って、リベロ以外のレシーブ要員はあえて用意しないチームも多い。
一方、オリンピックなど、国際大会におけるナショナルチームでも置かれる場合がある。

## その他の呼称

ローテーション

（明らかに他の選手よりも身長・最高到達点が低かったりなど）その選手の実際の役割がレシーバーであっても、分類上・表記上はOH（アウトサイドヒッター）、過去においてはWS（ウイングスパイカー）とすることもある。
それに関しては、リベロはローテーションが後衛となったMBの替わりにコートに入るのが一般的なのに対し、レシーバーはOH（ワンセッターのチームの場合OHはOPを含め計3人）の誰かと交代することが多いことが、理由の一つとして考えられる。

### ディフェンシブ・スペシャリスト
アメリカ合衆国内では、ルール上、選手交代回数が無制限のバレーボールリーグも多くあり、リベロ以外のレシーブ要員の出場機会が見られる。この選手（のポジション）は、ディフェンシブ・スペシャリスト (Defensive Specialist) と呼ばれることがある。DSはリベロと異なりサーブを打つことができる。
一方、国際バレーボール連盟（FIVB）主催の大会では、1セットあたりの選手交代回数が制限されている。そのためか、例えばFIVB発行のロンドンオリンピックメディアガイドの「ポジション紹介ページ」には、ディフェンシブ・スペシャリストの記載は無い。